# Enhanced Messaging Service
Enhanced Messaging Service, EMS, är en utökning av standarden sms. Förutom den text man kan sända med sms kan man i EMS även bifoga en bild eller ljud. EMS används ofta för att skicka över nya ringtoner till telefonerna. EMS använder samma grundläggande teknik som sms och några ändringar i GSM-nätet behöver därför inte göras.
En modernare ersättare till EMS är  RCS.